# Archer MacLean
Archer MacLean (* 28. Januar 1962; † Dezember 2022) war ein britischer Computerspiel-Entwickler.
1984 programmierte MacLean Dropzone, ein Shoot ’em up, welches ein Defender-Klon war und zum Kassenschlager wurde. Ein Jahr später arbeitete er an International Karate für den Atari 400 und Atari 800, wieder ein Jahr darauf programmierte er International Karate Plus für den Commodore 64. MacLean programmierte diverse Snooker- und Poolbillard-Spiele, die 1991 mit Jimmy White's 'Whirlwind' Snooker begannen. 1994 schuf MacLean mit Archer MacLean's Super Dropzone für den Super Nintendo nach zehn Jahren einen Nachfolger für Dropzone. Super Dropzone wurde für die PlayStation und den Game Boy Advance (2001) portiert. Im Jahr 2005 kam Archer MacLean's Mercury für die PlayStation Portable auf dem Markt. 2009 erschien Wheelspin (US-amerikanischer Titel: SpeedZone) für die Wii, das unter MacLeans Leitung entwickelt wurde.
1992 hatte MacLean einen Gastauftritt in der britischen TV-Show GamesMaster (1992–1998) auf Channel 4, die sich mit Video- und Computerspielen beschäftigte. MacLean schrieb außerdem monatlich Kolumnen für das britische Retro Gamer Magazin.

## Werke
- Dropzone (1984)
- International Karate (1985)
- International Karate Plus (1987)
- Jimmy White's 'Whirlwind' Snooker (1991)
- Archer MacLean's Pool (1992)
- Archer MacLean's Super Dropzone (1994)
- Jimmy White's 2: Cueball (1998)
- Jimmy White's Cueball World (2001)
- Archer MacLean’s Pool Paradise (2004)
- Archer MacLean's Mercury (2005)
- Wheelspin/SpeedZone (2009)